# Jack Torrance
Jack Torrance es un personaje ficticio, protagonista y antagonista de la novela El resplandor de Stephen King de 1980. Fue interpretado por Jack Nicholson en la película homónima, y por Steven Weber en la miniserie. En 2008, la revista Empire lo seleccionó como uno de los 100 mejores personajes de películas, al igual que la revista Premiere.

## Biografía

### En las novelas

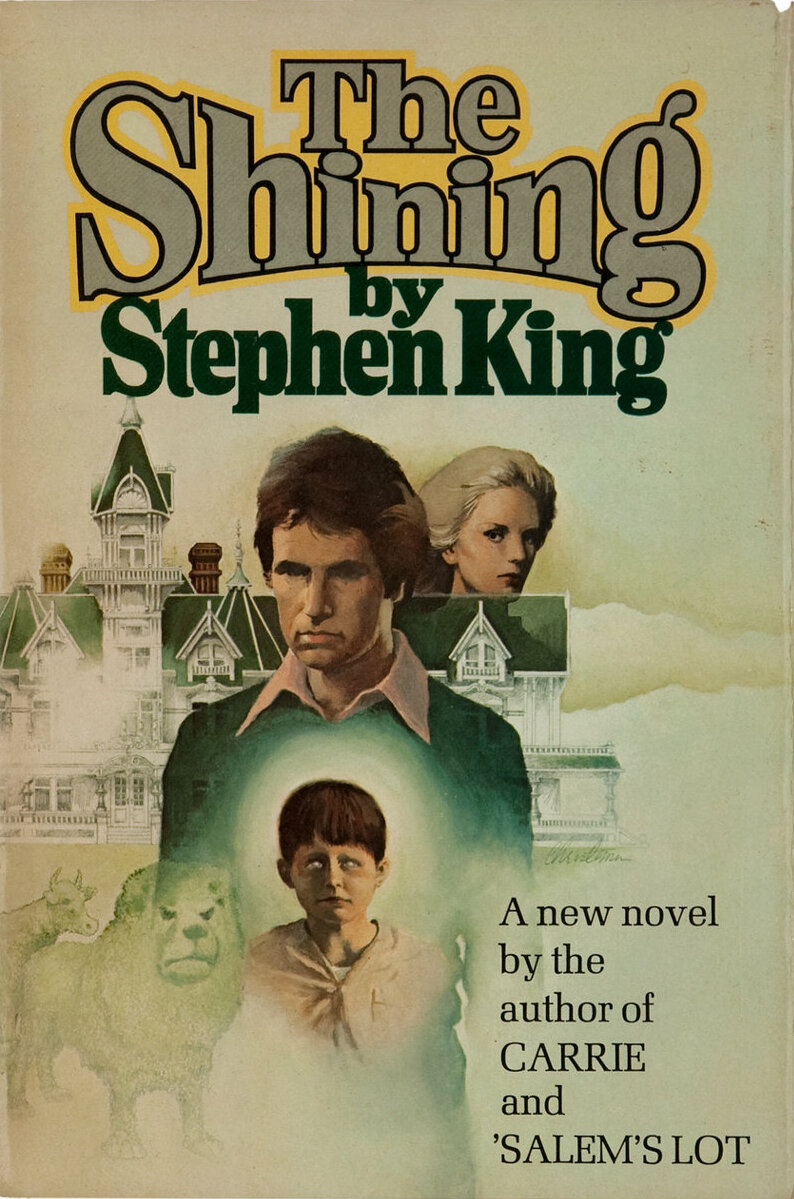
Ilustración de Jack Torrance para la portada de la primera edición en inglés de la novela.

Jack Torrance es un escritor que trata de reconstruir su vida y su familia después de que su alcoholismo y su explosivo temperamento le costarán su empleo como profesor. Habiendo dejado la bebida, acepta un puesto como vigilante de un inmenso hotel en las montañas de Colorado durante el invierno, esperando que esto salve a su familia, restablecer su carrera, y darle el tiempo y la privacidad para terminar de escribir una obra. Él se muda al hotel con su familia: su esposa Wendy y su hijo Danny, quien es telepáticamente sensible a fuerzas sobrenaturales. Danny recibe ayuda de un amigo imaginario llamado Tony.
Más tarde se revela que el padre de Jack, también alcohólico, abusaba violentamente de su familia; en un flashback de la novela, su padre fingía estar borracho para poder golpear a la madre de Jack con un bastón.
Jack tiene encuentros con fantasmas, quienes insisten en que él siempre ha trabajado en el hotel y que debe matar a su familia para poder tener un rango más alto en el equipo del local. Jack presiona a Wendy, quien lo noquea al tratar de matarla. Lo encierra en la cocina, pero Jack más tarde es ayudado por un fantasma, que había matado a su familia antes de suicidarse. Jack brutalmente golpea a Wendy con un mazo de roque, aunque ella escapa. Jack es interrumpido por Halloran, el cocinero del hotel, a quien casi mata a golpes.
Jack, completamente poseído por el hotel, encuentra y confronta a Danny a quien está a punto de matar, pero su amor por su hijo le permite retomar el control el tiempo suficiente para que Jack les permita a él y a Wendy escapar. Momentos después, Jack hace explotar la caldera, destruyendo el hotel y a sí mismo. Sin embargo, su espíritu permanece con Danny, y el niño tiene una breve visión de su padre años después cuando se gradúa de la escuela secundaria.
En la secuela de la novela Doctor Sueño, Danny descubre que poco antes de ser despedido de su puesto de profesor, Jack tuvo un breve encuentro sexual con una estudiante de profesora, Sandy Reynolds, en una fiesta que condujo a la concepción de una niña llamada Lucy, madre de Abra, una adolescente que posee un "resplandor" incluso más poderoso que el suyo. Dan es, por tanto, medio hermano de Lucy y tío de Abra. 
En el clímax de la novela, el fantasma de Jack interviene para ayudar al amigo de Dan, Billy Freeman, a Lucy y Abra Stone a derrotar a los principales antagonistas, Rose la Chistera y el Nudo verdadero, en el sitio donde una vez estuvo el Overlook. Después de la batalla, Jack y Dan hacen las paces antes de que él, Billy y Abra abandonen el lugar y su espíritu encuentre finalmente la paz.

### En las películas
Jack Torrance es interpretado por Jack Nicholson en la película de 1980, donde su carácter es más amenazante y se muestra como un insano desde el comienzo. También se omite en el filme la referencia a su traumática niñez. 
La mayor diferencia de la película de Stanley Kubrick hacia la novela es la escena cuando Jack ataca a Halloran, a quien termina matando en el film.
En el final de la película, Jack oye a Danny gritar de horror y lo persigue en el laberinto, pero Danny lo pierde y logra escapar junto con su madre en el vehículo para la nieve; tras ello Jack muere congelado entre los setos del laberinto, cubierto por la nieve.
En la adaptación cinematográfica de 2019 de Doctor Sueño, el Overlook ha hecho que el fantasma de Jack asuma la identidad y rol de Lloyd el barman, quien intenta tentar a Dan con alcohol y no parece recordar su verdadera identidad hasta que su hijo lo provoca contando como es que él ha sido la motivación de sus malas decisiones, esto parece sacar temporalmente a Jack de su trance solo para vociferar la mala opinión que tenía de su familia y lo mucho que los detestaba.

### En la miniserie
El autor Stephen King no parecía conforme con la versión fílmica de 1980 y decidió supervisar una miniserie de tres partes, conteniendo su visión más fiel a la historia original, miniserie que se estrenó en 1997. Aquí Torrance es similar al personaje de la novela, pero con un final diferente. En el libro, Jack se redime y la caldera del hotel explota, debido a la negligencia del hotel, matándolo. En la miniserie, Jack hace que la caldera explote, en un sacrificio de sí mismo.